# جون ستيوارت (ممثل)
جون ستيوارت (بالإنجليزية: John Stuart) هو ممثل بريطاني، ولد في 18 يوليو 1898 في المملكة المتحدة، وتوفي في 17 أكتوبر 1979 بلندن في المملكة المتحدة بسبب نوبة قلبية.

## أعمال

### أفلام
- (1978) سوبرمان[6][7]

## وصلات خارجية
- جون ستيوارت على موقع IMDb (الإنجليزية)
- جون ستيوارت على موقع ألو سيني (الفرنسية)
- جون ستيوارت على موقع أول موفي (الإنجليزية)
- جون ستيوارت على موقع قاعدة بيانات الأفلام السويدية (السويدية)
- جون ستيوارت على موقع قاعدة بيانات الفيلم (الإنجليزية)
- جون ستيوارت على موقع كينوبويسك (الروسية)